# Liste der Bodendenkmale in Meineweh
In der Liste der Bodendenkmale in Meineweh sind alle Bodendenkmale der Gemeinde Meineweh und ihrer Ortsteile aufgelistet. Grundlage ist die Veröffentlichung der Landesdenkmalliste mit Stand vom 25. Februar 2016. Die Baudenkmale sind in der Liste der Kulturdenkmale in Meineweh aufgeführt.
| Denkmal-ID | Fundart            | Ortsteil  | Bezeichnung        | Zeitstellung | Lage                             | Bemerkungen | Bild           |
| ---------- | ------------------ | --------- | ------------------ | ------------ | -------------------------------- | --- | -------------- |
| 428300016  | Befestigung > Burg | Thierbach | Wasserburg „Insel“ | Mittelalter  | Thierbach, Romsdorfer Weg (Lage) | Insel mit Teich und Park Thierbach (OT von Meineweh) seit 2012 als geschützter Landschaftsbestandteil unter Schutz gestellt, Insel und Burganlage nicht zugänglich, Gewässer tw. als Angelteich genutzt | Weitere Bilder |